# Missionarie catechiste dei Sacri Cuori di Gesù e di Maria
Le Missionarie Catechiste dei Sacri Cuori di Gesù e di Maria (in spagnolo Misioneras Catequistas de los Sagrados Corazones de Jesús y de María; sigla M.C.S.C.J.M.) sono un istituto religioso femminile di diritto pontificio.

## Storia
La congregazione fu fondata nel 1928 da Carmen Bravo Castellanos e da Sofía Garduño. Félix Rougier, fondatore dei missionari dello Spirito Santo, collaborò con il nascente istituto e ne redasse le prime costituzioni.
Il 25 gennaio 1954 fu emesso il decreto di erezione dell'istituto in congregazione religiosa.

## Attività e diffusione
Le suore si dedicano all'insegnamento della religione a bambini e adulti.
Oltre che in Messico, sono presenti negli Stati Uniti d'America; la sede generalizia è a Città del Messico.
Alla fine del 2015 l'istituto contava 140 religiose in 27 case.